# Drake Hotel (New York)
Het Drake Hotel (van begin jaren 80 tot 2007 Swisshotel The Drake) was een hotel in Midtown Manhattan in New York. Het Drake Hotel werd gebouwd in 1926, maar in 2007 gesloopt om plaats te maken voor 432 Park Avenue. Het hotel had meestal rond de 500 kamers.

## Geschiedenis
Het Drake Hotel werd in de jaren '20 gebouwd en werd in 1926 geopend. Het gebouw werd destijds erg modern gevonden door onder andere automatische koeltechniek en de ruime en luxe hotelkamers. Het hotel werd gebouwd in opdracht van Bing & Bing. Op 21 december 1945 opende er in het hotel een restaurant, genaamd "Drake Room". Dat restaurant was ontworpen door Franklin Hughes. Bing & Bing bleef eigenaar van het hotel tot in het begin van de jaren 60, toen het gebouw werd verkocht aan William Zeckendorf, die aan het hotel gastkamers en de eerste discotheek van New York toevoegde. De discotheek had de naam "Shepheard's". Een paar jaar later in 1965 werd het hotel verkocht aan de Loews Hotel Corporation. Begin jaren 80 kocht Swissôtel (ook Swisshotel) het hotel van de Loews Hotel Corporation en in 1990 en 1991 onderging het gebouw een hevige renovatie. Het Drake Hotel werd voor vijf weken compleet gesloten, maar ook buiten die periode werd er gerenoveerd. Bij de renovatie werden onder andere 12 gastkamers op de tweede verdieping opgeofferd om ruimte voor vergaderzalen te maken, werd op het dak van de tweede verdieping een kas geplaatst, kwamen er extra grote familiekamers en kwamen er meer liften. De renovatie kostte $52 miljoen. In 1999 opende een 275 m² grote chocoladewinkel van Fauchon, die daar tot de sloop bleef. Toen het gebouw in 2007 werd gesloopt kreeg het bedrijf een vergoeding van $4 miljoen.
In 2006 kocht Makclowe Properties het hotel van de Host Mariott Corporation voor $418,3 miljoen en liet het in 2007 slopen. In 2010 verkocht Macklowe Properties de grond aan de CIM Group, omdat het bedrijf financiële problemen had. De CIM Group en Macklowe Properties ontwikkelde daaropvolgend 432 Park Avenue, een van de hoogste gebouwen van New York. De bouw van 432 Park Avenue startte in september 2011.

## Wetenswaardigheden
- In de jaren 60 en 70 overnachtten leden van rockbands als Led Zeppelin en The Who regelmatig in het hotel.[9] Op 29 juli 1973 werd er toen de band Led Zeppelin in het hotel was, $203.000 uit hun kluis gestolen, maar de dader werd nooit achterhaald en het geld werd nooit teruggevonden. De band klaagde uiteindelijk het hotel aan. Andere beroemde gasten van het hotel waren Arthur Rubinstein, Judy Garland, Glenn Gould, Milton Berle, Paul Anka, Muhammad Ali en Barry Goldwater.[10] Actrice Lillian Gish woonde in het Drake Hotel van 1946 tot 1949.
- Componist Jerome Kern liep toen hij op 5 november 1945 langs het hotel liep een intracerebraal hematoom op, waardoor hij zes dagen later stierf.[11]